# 大正通り (福岡市)
大正通り（、ローマ字表記: Taishō Dōri）は、福岡県福岡市中央区の鮮魚市場正門交差点から薬院大通交差点までの約1.8 キロメートルの道路に付けられた福岡市道路愛称。正式には、市道長浜博多駅1号線及び2号線・福岡県道31号福岡筑紫野線。福岡市中央区のほぼ中央を南北に走る。
1995年（平成7年）にユニバーシアード福岡大会の開催が決定したのを記念して、1994年（平成6年）に制定された。愛称の由来は、道路の一部が大正時代に築造されたのと、福岡市内には他に明治通りと昭和通りがあることから。

## 沿線
起点の卸売市場・鮮魚市場から明治通りと交差する赤坂交差点までの約500メートル（市道長浜博多駅1号線）は天神の西側を南下し、赤坂交差点から国体道路と交差する警固交差点までの約400メートル（市道長浜博多駅2号線）は大名と赤坂の境界部にあたる。警固交差点を過ぎると県道福岡筑紫野線に入り、すぐ先の警固交番前交差点で南東に向きを変える。約600m先にある薬院六つ角を右折して南南東に向きを変え、約150m先の城南線と交差する薬院大通交差点で終点となる。薬院大通交差点を直進すると高宮通りに入る。これらの位置関係は次に示す地図の通り。
| Map of Taishō Dōri, 大正通りの地図 | Ref.: Map of Nagahama-Hakataeki Street Route 1, 福岡市道長浜博多駅1号線の地図 | Ref.: Map of Nagahama-Hakataeki Street Route 2, 福岡市道長浜博多駅2号線の地図 |

### 周辺施設
- 福岡市中央卸売市場・鮮魚市場
- 福岡市立少年科学文化会館
- 福岡市健康づくりセンターあいれふ
- 福岡市消防局
- 福岡法務局
- 赤坂駅
- ハローワーク福岡中央
- 福岡市立警固小学校
- 薬院大通駅

## 接続する主な路線
| 交差する道路                                    | 交差する場所 |
| ----------------------------------------------- | ------------ |
| 〈那の津通り〉                                  | 長浜         |
| 〈昭和通り〉                                    | 法務局前     |
| 〈明治通り〉                                    | 赤坂         |
| 〈国体道路〉国道202号                           | 警固         |
| 〈城南線〉                                      | 薬院大通     |
| 〈高宮通り〉県道31号福岡筑紫野線 春日・大橋方面 |              |